# Bernhard Caboga-Cerva

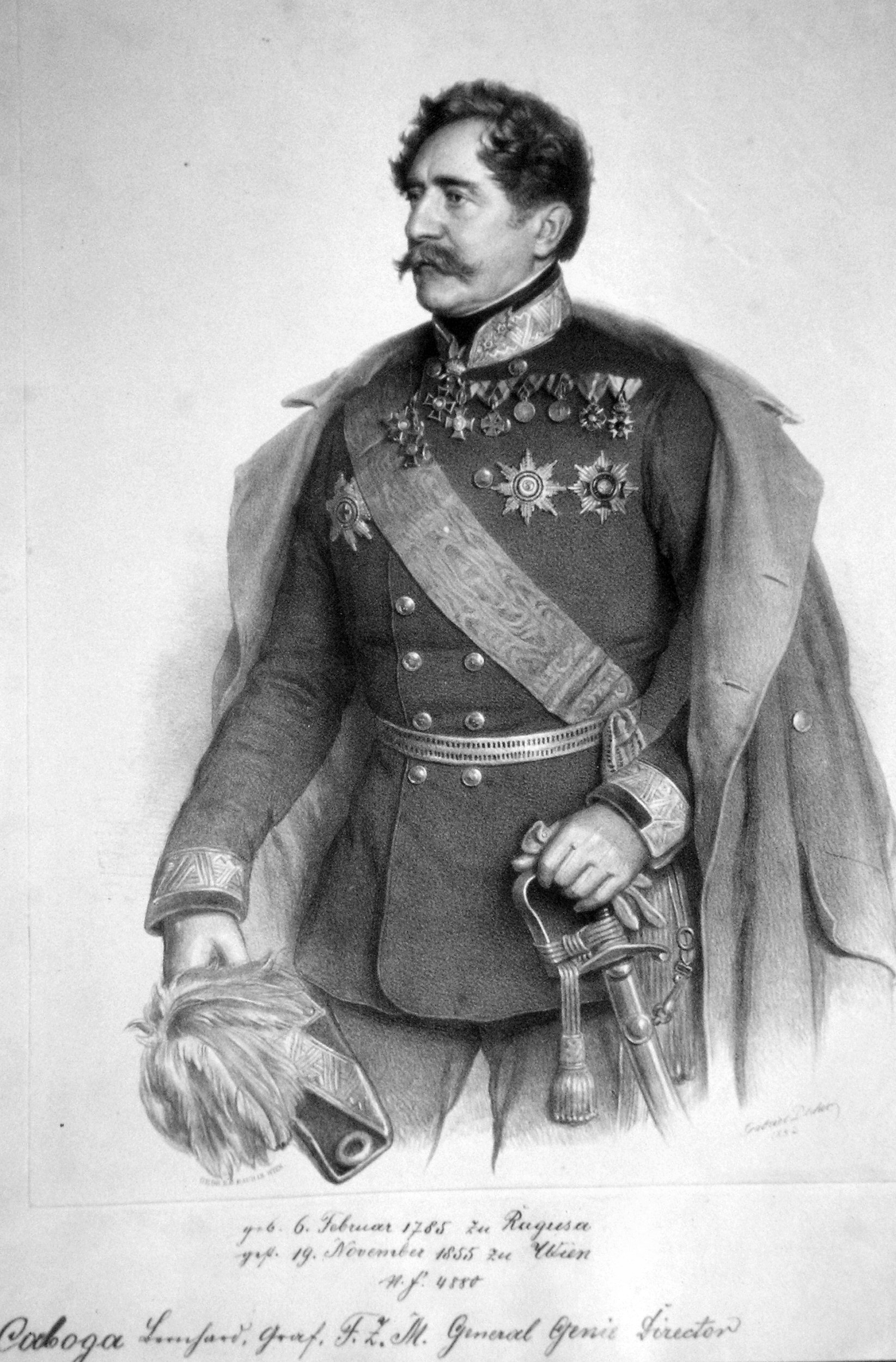
Bernhard Caboga, Lithographie von Gabriel Decker, 1852

Bernhard Franz Maria Graf von Caboga-Cerva (kroatisch grof Bernard (Brno) Kabužić-Crijević, ital. conte Bernardo Caboga-Cerva) (* 6. Februar 1785 in Ragusa; † 19. November 1855 in Wien) war ein k. u. k. Kämmerer, Wirklicher Geheimer Rat, Feldzeugmeister sowie Direktor der Generalgeniedirektion.

## Herkunft
Die Grafen von Caboga entstammen einer der ältesten Patrizierfamilien der vormaligen Republik Ragusa in Dalmatien, in welcher die Vorfahren, die obersten Staatswürden, gleichsam erblich, bekleidend, in hohem Ansehen standen. Die Ahnenliste beginnt mit Martino di Caboga und seiner Gemahlin Maria di Bona. Lucius Caboga erhielt am 19. April 1560 zu Wien den Reichsritterstand ad personam von Kaiser Ferdinand I.
Bernhards Vater Bernardo Giovanni Conte di Caboga vermählte sich mit Maria Contessa di Sorgo-Cerva, weswegen Bernhard den Doppelnamen Caboga-Cervo führte.
Bernhard Franz heiratete am 26. November 1833 zu Wien Wanda Julie (* 1788), Sternkreuz- und Palastdame, Tochter des kaiserlich russischen Geheimen Rates und Reichsratsmitglieds Severin Graf von Potocki († 1828). Die Ehe blieb kinderlos. Sein Bruder Blasius Philipp Anton Johann Franz (* 25. Mai 1774; † 13. Mai 1854) ehelichte Maria Caterina Saracco und pflanzte das Geschlecht fort.

## Biographie

Erstürmung Warschaus durch russische Truppen 1831

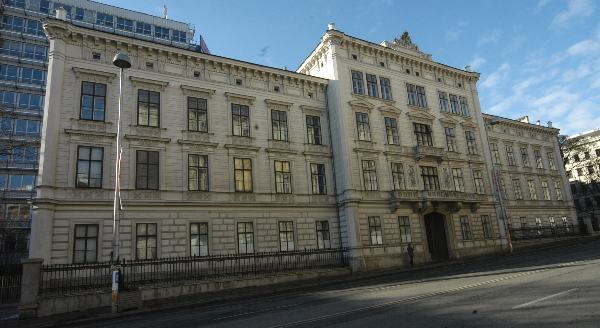
Ehemaliges Geniedirektionsgebäude

Caboga war Absolvent der Ingenieur-Akademie, 1803 Oberleutnant im kartographischen Dienst, befestigte 1806 Triest, verteidigte 1809 den Pass Lueg und war 1813 der Armee des schwedischen Kronprinzen zugeteilt.
Nach verschiedenen diplomatischen Missionen zu den Ionischen Inseln, nach Albanien und Montenegro war er bei der Okkupation Neapels 1821–1827 mit dem Prinzen von Hessen-Homburg im russischen Hauptquartier. Er  nahm 1830/31 als Oberst im Stabe der Marschälle Diebitsch und Paskewitsch an der Niederschlagung des polnischen Novemberaufstands sowie an den Kämpfen zur Einnahme von Warschau am 26. Augustjul. / 7. September 1831greg. teil. Danach arbeitete er an den Befestigungen Dalmatiens als Fortifikations-Lokal-Direktor in Ragusa, was ihn in dieser Eigenschaft zu einer Mission nach den Ionischen Inseln führte, sodann war er Kommandant des Mineur-Korps in Böhmen.
Während einem anderen Zweig der Familie der österreichisch-erbländische Grafenstand bereits im Jahre 1814 von Kaiser Franz I. verliehen worden war, erhielt Bernhard zusammen mit seinem Bruder zuerst die Bestätigung als Nobili am 11. August 1817, sodann die Prävalierung ihres ausländischen Adelstitels am  1. Januar 1833 als Conte und schließlich die Aufnahme in den k. k. Grafenstand zu Wien am 22. März 1835.
1836–38 befand er sich am Hof von Modena, war Erzieher der Söhne des Herzogs Franz IV. und Hofmeister. 1838 wurde er in die General-Geniedirektion berufen und avancierte am 7. Mai 1838 zum Generalmajor, sodann am 3. April 1846 zum Feldmarschallleutnant, wurde im Jänner 1850 Generaldirektor der Geniedirektion und zum 24. April 1854 in diesem Amt Feldzeugmeister. Er galt als Förderer der Reorganisation der Genie-Waffe.
Der Graf war auch lange Jahre Ehrenmitglied der Societa agraria in Ragusa.

## Auszeichnungen
Der Offizier erhielt zahlreiche Ehrenzeichen, darunter:
- Komturkreuz des kaiserlichen österreichischen Leopold-Ordens am 26. Juli 1849
- k. k. Militärverdienstkreuz
- Kaiserlich russischer St.-Anna-Orden 1. Klasse mit Brillanten, kaiserliche Genehmigung 1849
- Kaiserlich russischer St.-Anna-Orden 2. Klasse, kaiserliche Genehmigung 1829[11]
- Kaiserlich russischer Sankt-Stanislaus-Orden 2. Klasse mit dem Stern[12]
- Kaiserlich russischer St.-Wladimir-Orden 4. Klasse
- Ritter des königlich schwedischen Schwertordens, 1831
- Ritter des königlich sizilianischen St. Januarius-Orden, 1822[13]
- Ritter des Militärischen St.-Georgs-Orden der Wiedervereinigung 3. Klasse
- Ritter des Militärverdienstordens Pro Virtute militari, 1831
- Besitzer des kaiserlich russischen Ehrendegens der Tapferkeit im Feld
- Medaille für die Erstürmung Warschaus, 1831[14]

## Wappen

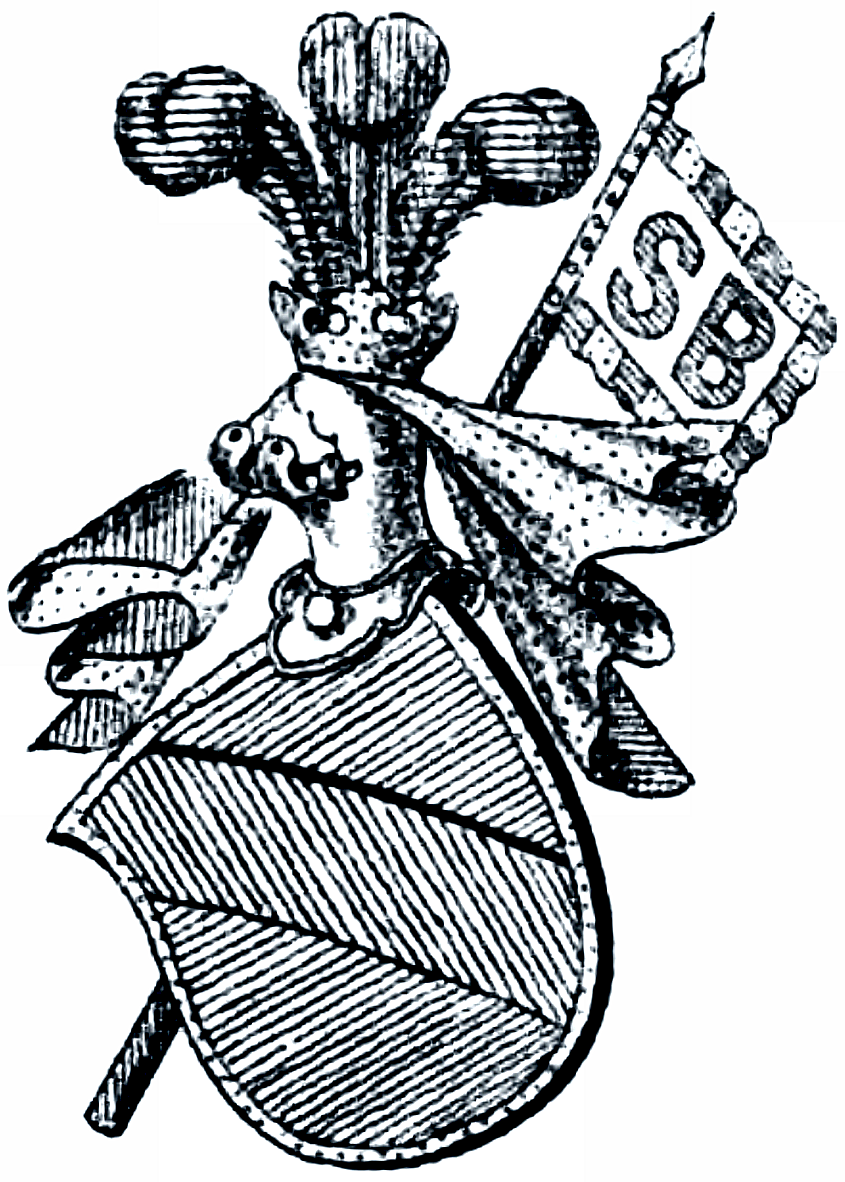
Stammwappen der Grafen von Caboga

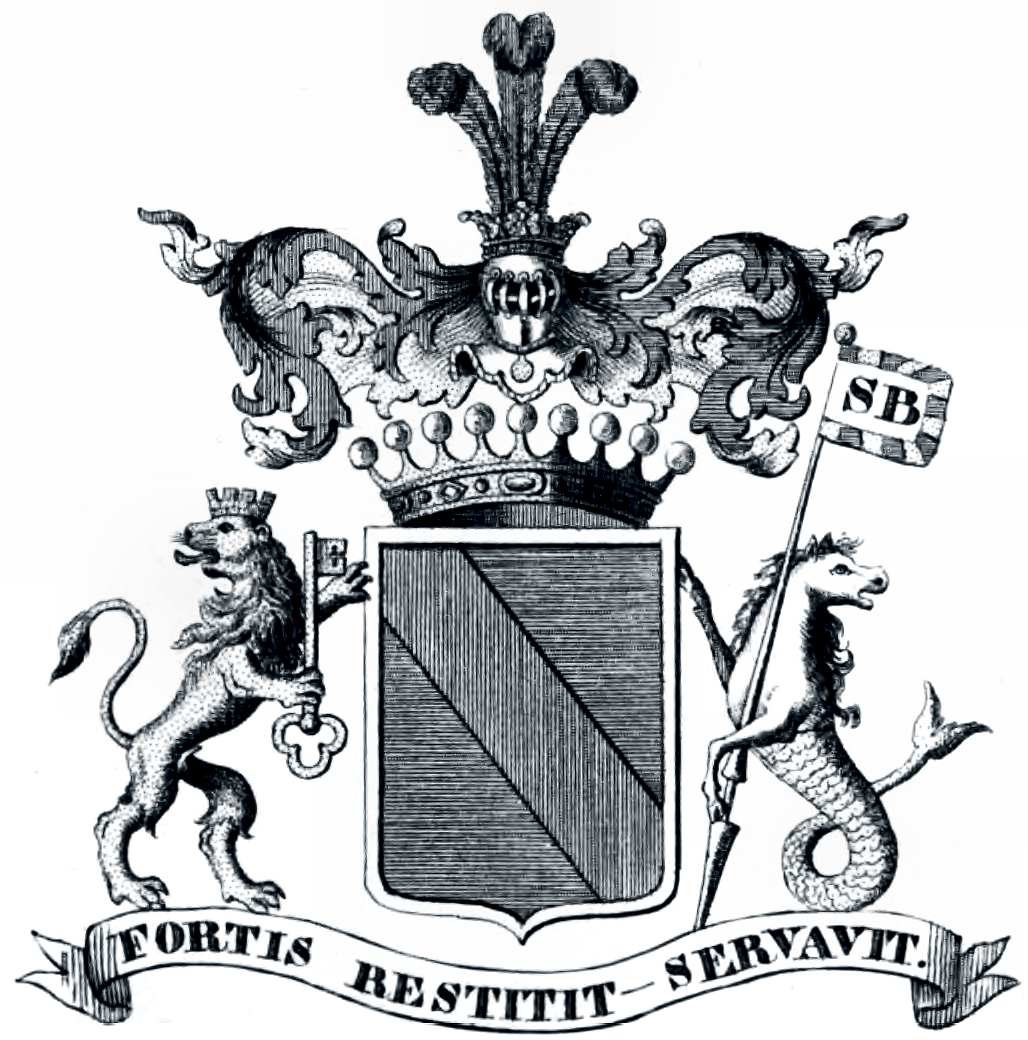
Wappen der Grafen von Caboga 1835

1560/1817: In Blau ein roter Schrägrechtsbalken. Über dem geschlossenen gekrönte Helm drei Straußenfedern, blau, rot, blau. Hinter dem Schild zieht sich schräg von links nach rechts ein blau-goldenes auswärts fliegendes viereckiges mit den goldenen Buchstaben S. B. (San Biagio) bezeichnetes Banner an rotem Schaft, das über der linken Decke hervorschaut. Die Decken sind rechts blau-golden und links rot-golden.
1835: Schild in Blau mit einem beiderseits durch goldene Fäden eingesäumten roten schrägrechten Balken. Über dem Schilde steht die Grafenkrone, auf welcher sich ein gekrönter Helm mit rechts blau-goldener, links rot-goldener Decke erhebt. Derselbe trägt drei Straußenfedern, blau, rot, blau. Den Schild hält rechts ein mit einer goldenen Zinnenkrone gekrönter, goldener, auswärtssehender Löwe, welcher in der rechten Vorderpranke, nach dem Schilde zu, einen goldenen Schlüssel aufrecht hält, links ein oben silbernes, unten goldenes Seepferd mit geschlungenem Fischschwanz, im linken Vorderfuß ein blaues goldbefransten auswärts fliegendes viereckiges mit den goldenen Buchstaben S. B. (San Biagio) bezeichnetes Banner an rotem Lanzenschaft haltend. Auf fliegendem Bande unter dem Schilde steht die Devise: Fortis restitit, servavit.